# Jan Bartmiński
Jan Franciszek Bartmiński (ur. 29 stycznia 1950 w Przemyślu) – polski ekonomista i samorządowiec, działacz opozycji w okresie PRL, ostatni wicewojewoda przemyski.

## Życiorys
W 1973 ukończył studia z zakresu ekonomiki rolnictwa na Uniwersytecie Marii Curie-Skłodowskiej. Pracował w państwowych ośrodkach maszynowych w Przemyślu i Bezwoli, a także w Państwowym Gospodarstwie Rolnym w pierwszej z tych miejscowości.
W 1980 wstąpił do „Solidarności”, współpracował z zarządem Regionu Ziemia Przemyska związku. Po wprowadzeniu stanu wojennego podjął działalność na rzecz udzielania pomocy represjonowanym i członkom ich rodzin. Jako jeden z pierwszych dostarczył pomoc dla internowanych w Uhercach. W latach 80. brał także udział w kolportowaniu wydawnictw drugiego obiegu.
W 1989 wszedł w skład regionalnego Komitetu Obywatelskiego. W latach 90. sprawował mandat radnego przemyskiej rady miasta. Od 1990 do 1994 był przewodniczącym sejmiku samorządowego województwa przemyskiego. Podjął działalność w różnych organizacjach społecznych (w tym współpracę z Fundacją Rozwoju Demokracji Lokalnej). Od 1994 pracuje w bankowości, zajmuje stanowisko dyrektora oddziału Banku Gospodarki Żywnościowej w Przemyślu.
W 1998 przez niecały rok z rekomendacji Unii Wolności sprawował urząd wicewojewody przemyskiego – ostatniego w historii tego województwa. W wyborach samorządowych w 2006 i 2010 kolejny raz zostawał radnym Przemyśla, kandydując z listy Platformy Obywatelskiej. W 2014 bez powodzenia startował do sejmiku podkarpackiego.

## Odznaczenia
W 2015, za wybitne zasługi dla przemian demokratycznych w Polsce, za osiągnięcia w pracy samorządowej i działalności na rzecz środowisk lokalnych, został przez prezydenta Bronisława Komorowskiego odznaczony Krzyżem Oficerskim Orderu Odrodzenia Polski. W 2017 otrzymał Krzyż Wolności i Solidarności.